# 覆瓦委陵菜
覆瓦委陵菜（学名：Potentilla imbricata）是蔷薇科委陵菜属的植物。分布在俄罗斯和蒙古以及中国大陆的新疆等地，生长于海拔500米至600米的地区，多生于生干旱砾质灰钙土、河滩以及阴湿草地，目前尚未由人工引种栽培。

## 异名
- Potentilla bifurca L. var. canescens Bong et Mey.